# Sergio Santamaría González
Sergio Santamaría González (Málaga, 16 de julio de 1980) es un exfutbolista español que jugaba de extremo.

## Trayectoria deportiva
Tras iniciar su carrera en la cantera del Málaga CF Santamaría fue captado por el FC Barcelona para sus categorías inferiores, debutando en edad juvenil con el FC Barcelona B (2.ª División) en la temporada 98-99. En la temporada siguiente debutó con el FC Barcelona (1.ª División) de la mano del técnico Louis van Gaal el 19 de mayo de 2000 en el empate (2-2) frente al RC Celta de Vigo. En la temporada 00-01 disputó la mayoría de encuentros con el filial blaugrana, aunque tiene la oportunidad de debutar en la Copa de la UEFA en la victoria 5-0 sobre el AEK Atenas FC griego. En las dos siguientes temporadas Santamaría jugó como cedido en equipos de la 2.ª División: Real Oviedo (01-02) y Elche CF (02-03). Tras jugar una temporada más con FC Barcelona B (2.ªB), volvió a salir cedido a 2.ª al Deportivo Alavés, donde consiguió el ascenso a 1.ª.
En la temporada 2005-06 Santamaría, abandonó definitivamente la disciplina del FC Barcelona para fichar por el recién descendido Albacete Balompié (2.ª) donde permaneció una temporada. Posteriormente inició su trayectoria en 2.ªB en las filas de la U.E. Sant Andreu (06-07), el C.D. Logroñés (07-08) y la UD Alzira (08-09).
En la siguiente temporada se reencontró con su hermano Luisja Santamaría en las filas del Antequera CF (3.ª), para pasar ambos en la temporada siguiente a las filas del Alhaurín de la Torre CF (3.ª). Al terminar su primera temporada con el conjunto vikingo se retiró debido a las lesiones dedicándose profesionalmente al NetWork Marketing.
En enero de 2013, volvió temporalmente a los terrenos de juego con el Unión Estepona CF (3.ª), retirándose definitivamente a final de temporada.

## Selección nacional
Fue internacional con la Selección española en las categorías sub-17, sub-18 y sub-21, llegando a disputar el Mundial Sub-17 de 1997 en Egipto, donde España quedó tercera y a Sergio le otorgaron el Balón de Oro del campeonato.

## Clubes
| Club                      | País   | Temp.     | PJ (Goles) |
| ------------------------- | ------ | --------- | ---------- |
| F.C. Barcelona C          | España | 1998-2008 | 59 (13)    |
| F.C. Barcelona B          | España | 1998-2004 | 67 (8)     |
| F.C. Barcelona            | España | 2000-2005 | 6 (0)      |
| Real Oviedo (cesión)      | España | 2001-2002 | 32 (2)     |
| Elche C. F. (cesión)      | España | 2002-2003 | 15 (1)     |
| Deportivo Alavés (Cesión) | España | 2004-2005 | 25 (0)     |
| Albacete B.               | España | 2005-2006 | 31 (0)     |
| U.E. Sant Andreu          | España | 2006-2007 | 25 (3)     |
| C.D. Logroñés             | España | 2007-2008 | 28 (3)     |
| U.D. Alzira               | España | 2008-2009 | 19 (0)     |
| Antequera C.F.            | España | 2009-2010 | 18 (1)     |
| Alhaurín de la Torre C.F. | España | 2010-2011 | 0 (0)      |
| Unión Estepona C.F.       | España | 2013      | 8 (0)      |
| Total                     |        |           | 333 (31)   |

## Palmarés
- Balón de Oro en el Mundial sub-17 de 1997
- Medalla de bronce en el Mundial sub-17 de 1997
- Ascenso a Primera División con el Alavés en 2005[9]

## Vida privada
Su hija Diana, nacida en 2005, es plusmarquista nacional en categorías inferiores y ha sido medallista de España absoluta de natación en varias ocasiones, además de representar a España en competiciones internacionales como el Campeonato Europeo Junior de Natación.
Es hermano del exfutbolista Luisja Santamaría.